# 98-й меридіан східної довготи
98-й меридіан східної довготи — лінія довготи, що лежить на 98 градусів східніше Гринвіцького меридіана. Вона проходить від Північного полюса через Північний Льодовитий океан, Азію, Індійський океан, Південний океан та Антарктиду до Південного полюса.
98-й меридіан східної довготи формує велике коло разом із 82-гим меридіаном західної довготи.

## Список географічних об'єктів, що перетинає 98° сх. д.
Починаючи на Північному полюсі та рухаючись до Південного полюса, 98-й меридіан східної довготи проходить через:
| Координати                                                 | Країна, територія або море | Примітки                                                                                    |
| ---------------------------------------------------------- | -------------------------- | ------------------------------------------------------------------------------------------- |
| 90°0′ пн. ш. 98°0′ сх. д. / 90.000° пн. ш. 98.000° сх. д.  | Північний Льодовитий океан |                                                                                             |
| 80°41′ пн. ш. 98°0′ сх. д. / 80.683° пн. ш. 98.000° сх. д. | Росія                      | Північна Земля — проходить через острів Комсомолець                                         |
| 80°38′ пн. ш. 98°0′ сх. д. / 80.633° пн. ш. 98.000° сх. д. | Море Лаптєвих              |                                                                                             |
| 80°6′ пн. ш. 98°0′ сх. д. / 80.100° пн. ш. 98.000° сх. д.  | Росія                      | Північна Земля — проходить через острів Жовтневої Революції                                 |
| 78°49′ пн. ш. 98°0′ сх. д. / 78.817° пн. ш. 98.000° сх. д. | Карське море               |                                                                                             |
| 76°7′ пн. ш. 98°0′ сх. д. / 76.117° пн. ш. 98.000° сх. д.  | Росія                      |                                                                                             |
| 51°23′ пн. ш. 98°0′ сх. д. / 51.383° пн. ш. 98.000° сх. д. | Монголія                   |                                                                                             |
| 50°53′ пн. ш. 98°0′ сх. д. / 50.883° пн. ш. 98.000° сх. д. | Росія                      | Тува — приблизно на 5 км                                                                    |
| 50°50′ пн. ш. 98°0′ сх. д. / 50.833° пн. ш. 98.000° сх. д. | Монголія                   | Приблизно на 13 км                                                                          |
| 50°43′ пн. ш. 98°0′ сх. д. / 50.717° пн. ш. 98.000° сх. д. | Росія                      | Тува                                                                                        |
| 50°2′ пн. ш. 98°0′ сх. д. / 50.033° пн. ш. 98.000° сх. д.  | Монголія                   |                                                                                             |
| 42°41′ пн. ш. 98°0′ сх. д. / 42.683° пн. ш. 98.000° сх. д. | КНР                        | Внутрішня Монголія Ганьсу Цинхай Сичуань Тибет                                              |
| 28°17′ пн. ш. 98°0′ сх. д. / 28.283° пн. ш. 98.000° сх. д. | М'янма                     |                                                                                             |
| 25°16′ пн. ш. 98°0′ сх. д. / 25.267° пн. ш. 98.000° сх. д. | КНР                        | Юньнань                                                                                     |
| 24°3′ пн. ш. 98°0′ сх. д. / 24.050° пн. ш. 98.000° сх. д.  | М'янма                     |                                                                                             |
| 19°38′ пн. ш. 98°0′ сх. д. / 19.633° пн. ш. 98.000° сх. д. | Таїланд                    |                                                                                             |
| 17°30′ пн. ш. 98°0′ сх. д. / 17.500° пн. ш. 98.000° сх. д. | М'янма                     |                                                                                             |
| 14°17′ пн. ш. 98°0′ сх. д. / 14.283° пн. ш. 98.000° сх. д. | Андаманське море           |                                                                                             |
| 12°23′ пн. ш. 98°0′ сх. д. / 12.383° пн. ш. 98.000° сх. д. | М'янма                     | Проходить через острови М'єй[en]                                                            |
| 11°57′ пн. ш. 98°0′ сх. д. / 11.950° пн. ш. 98.000° сх. д. | Андаманське море           |                                                                                             |
| 11°27′ пн. ш. 98°0′ сх. д. / 11.450° пн. ш. 98.000° сх. д. | М'янма                     | Проходить через острови М'єй[en]                                                            |
| 11°19′ пн. ш. 98°0′ сх. д. / 11.317° пн. ш. 98.000° сх. д. | Андаманське море           | Проходить західніше острова Лампі[en], М'янма                                               |
| 10°33′ пн. ш. 98°0′ сх. д. / 10.550° пн. ш. 98.000° сх. д. | М'янма                     | Проходить через острови М'єй[en]                                                            |
| 10°19′ пн. ш. 98°0′ сх. д. / 10.317° пн. ш. 98.000° сх. д. | Андаманське море           | Проходить західніше острова Задеткі[en], М'янма Малаккська протока                          |
| 4°37′ пн. ш. 98°0′ сх. д. / 4.617° пн. ш. 98.000° сх. д.   | Індонезія                  | Проходить через острів Суматра                                                              |
| 2°14′ пн. ш. 98°0′ сх. д. / 2.233° пн. ш. 98.000° сх. д.   | Індійський океан           | Проходить східніше острова Ніас, Індонезія Проходить західніше островів Бату[en], Індонезія |
| 60°0′ пд. ш. 98°0′ сх. д. / 60.000° пд. ш. 98.000° сх. д.  | Південний океан            |                                                                                             |
| 65°33′ пд. ш. 98°0′ сх. д. / 65.550° пд. ш. 98.000° сх. д. | Антарктида                 | Проходить через Австралійську антарктичну територію (претендує Австралія)                   |